# 阿布里米提·艾合买托合提
阿布里米提·艾合买托合提（？—）维吾尔族，新疆和田人，中华人民共和国伊斯兰教伊玛目。

## 生平
阿布里米提·艾合买托合提曾任和田市团结清真寺哈提甫，任内于2013年获得“第二届全国创建和谐寺观教堂先进个人”荣誉称号。此后他出任和田市伊提帕克清真寺伊玛目。
2013年，他出任政协第十二届全国委员会宗教界委员。2013年3月，在全国政协十二届一次会议上，他准备了20多个提案，内容主要关系到农牧民切身利益。
2017年8月，鉴于阿布里米提·艾合买托合提涉嫌犯罪，根据中共中央的建议，依照《中国人民政治协商会议章程》以及《政协全国委员会常务委员会关于授权主席会议对违纪违法政协委员及时作出处理的决定》，政协第十二届全国委员会第六十三次主席会议作出撤销阿布里米提·艾合买托合提中国人民政治协商会议第十二届全国委员会委员资格的决定，并向社会公布。2017年8月30日，政协第十二届全国委员会常务委员会第二十二次会议追认了上述决定。